# Municipio de Steiber
El municipio de Steiber (en inglés: Steiber Township) es un municipio ubicado en el condado de Burleigh en el estado estadounidense de Dakota del Norte. En el año 2010 tenía una población de 25 habitantes y una densidad poblacional de 0,28 personas por km².

## Geografía
El municipio de Steiber se encuentra ubicado en las coordenadas 47°17′1″N 100°32′53″O / 47.28361, -100.54806. Según la Oficina del Censo de los Estados Unidos, el municipio tiene una superficie total de 88.77 km², de la cual 88,5 km² corresponden a tierra firme y (0,3 %) 0,27 km² es agua.

## Demografía
Según el censo de 2010, había 25 personas residiendo en el municipio de Steiber. La densidad de población era de 0,28 hab./km². De los 25 habitantes, el municipio de Steiber estaba compuesto por el 100 % blancos. Del total de la población el 0 % eran hispanos o latinos de cualquier raza.